# Five Feet Apart
Five Feet Apart és una pel·lícula estatunidenca de drama romàntic del 2019 escrita per Mikki Daughtry i Tobias Iaconis i dirigida per Justin Baldoni. És protagonitzada per Haley Lu Richardson i Cole Sprouse i va ser estrenada el 15 de març de 2019 als Estats Units per CBS Films.

## Sinopsi
Stella Grant és una pacient amb fibrosi quística que utilitza activament les xarxes socials per fer front a la seva malaltia i tracta de viure una vida normal. Ella coneix a un altre pacient amb la mateixa malaltia que ella, Will Newman, qui està a l'hospital per una prova de tractaments, en un intent per desfer-se de la infecció bacteriana (B. cepacia) que té en els pulmons.
Els pacients amb fibrosi quística es mantenen estrictament a sis peus de distància per reduir el risc d'infecció creuada, ja que tenir infeccions bacterianes d'altres pacients amb fibrosi pot resultar perillós i fins i tot potencialment mortal. Stella està decidida a seguir les normes i inicialment no li agrada en Will, a qui li agrada trencar les normes i prendre riscos perillosos quan hi ha la possibilitat. Stella es dona compte que en Will no segueix estrictament el seu tractament i aconsegueix que ho comenci a fer.
En Will i la Stella comencen a enamorar-se l'un de l'altre i en secret van a la seva primera cita, i acaben en la piscina de l'hospital, on es treuen la roba per revelar les seves cicatrius de les seves cirurgies passades. L'endemà és l'aniversari d'en Will i la Stella li organitza un sopar sorpresa amb l'ajuda d'en Poe, el millor amic de la Stella i un pacient amb fibrosi.
Temps després, Poe mor i la Stella llamenta que mai el va poder abraçar. Amb el cor trencat, Will intenta consolar-la i accidentalment la toca. La Stella, enfadada fa fora en Will i decideix que està visquent la seva vida massa estrictament i convenç en Will perquè surti de l'hospital amb ella per veure les llums de la ciutat. Mentre caminen, la Stella de sobte agafa la mà d'en Will, espantant-lo, però ella justifica que porta els guants posats. Es troben en un estanc i es deslitzen sobre la superfície congelada. Mentre tant, es notifica a l'hospital que Stella té un transplant de pulmó disponible, que ignora les alertes al respecte per estar més temps amb en Will.
Quan Will ho descobreix, li suplica a la Stella que accepti el trasplantament. La Stella es nega, abans de caure a través del gel. Will és capaç de treure-la fora de l'aigua, però ella es troba inconscient. Malgrat el risc d'infecció, Will realitza RCP i Stella es desperta. Després, els porten a l'hospital en ambulància. Encara vacil·lant al principi, Stella accepta fer-se el trasplantament després que Will la convenci perquè ho faci per ell. El trasplantament és exitós i Will s'entera que la Stella no ha contret la seva infecció.
Quan la Stella es desperta de la seva cirugia, veu en Will a través del vidre de la seva habitació. Ell, ha configurat un pantalla amb llums fora la seva habitació, dient que el seu únic arrepentiment va ser que ella no va poder veure les llums, així que li va portar les llums a ella. Ell li diu que la seva prova de medicines no estava funcionant i que no vol que ella tingui que lliurar amb la seva eventual mort. Al confesar el seu amor per ella, Will la fa tancar els ulls, perquè diu que no serà capaç d'anar-se'n si el mira. La Stella tanca els ulls i Will s'allunya. Quan torna a obrir els ulls, Will s'ha anat, però li deixa un llibre amb tots els dibuixos que havia fet d'ella, de Poe, de la seva família i d'ells dos junts.

## Repartiment
- Haley Lu Richardson com a Stella Grant
- Cole Sprouse com a Will Newman
- Moises Arias com a Poe
- Kimberly Hebert Gregory com a Barb
- Parminder Nagra com el Dr. Hamid
- Claire Forlani com a Meredith
- Emily Baldoni com a Julie
- Cynthia Evans com a Erin
- Gary Weeks com a Tom
- Sophia Bernard com a Abby
- Cecilia Leal com a Camila
- Javi Jaramillo com a el pare de Poe

## Producció
El gener de 2017, en Tobias Iaconis i en Mikki Daughtry van vendre el seu guió, encara sense títol, a CBS Films perquè Justin Baldoni produís i dirigís. El gener de 2018, en Cole Sprouse va ser contractat per actuar en la pel·lícula, titulada Five Feet Apart. L'abril de 2018, Haley Lu Richardson i Moisés Arias es van unir al repartiment i el rodatge va començar el mes següent.
La producció principal va començar el maig del 2018, a Nova Orleans, Luisiana. I va acabar un mes después el 28 de juny de 2018.

## Estrena
La pel·lícula va ser estrenada en cines estatunidencs el 15 de març de 2019 per CBS Films i Lionsgate.